# Hamlet 2
Hamlet 2 è un film del 2008 diretto da Andrew Fleming.

## Trama
Dana Marschz è un attore fallito, ex alcolizzato e insegnante di recitazione in un liceo di Tucson, che intraprende la scrittura e la messa in scena del sequel dell'Amleto, nella forma di un musical contemporaneo.

## Accoglienza
Su Rotten Tomatoes il film ha un indice di gradimento del 62%, basato su 145 recensioni. Su Metacritic, il film ha un punteggio di 54 su 100, basato sulle recensioni di 28 critici, che indicano "recensioni miste o medie".